# لی پورسل
لی پورسل (انگلیسی: Lee Purcell؛ زادهٔ ۱۵ ژوئن ۱۹۴۷) یک هنرپیشه اهل ایالات متحده آمریکا است. وی از سال ۱۹۷۰ میلادی تاکنون مشغول فعالیت بوده‌است.